# 투글루크 왕조
투글루크 왕조(Tughlaq dynasty)는 델리 술탄국의 세 번째 투르크계 이슬람 왕조이다.
알라웃딘이 죽은 뒤 왕위계승을 두고 내분이 계속되었는데, 최종적인 승리자가 된 것은 기야스웃딘 투글루크였다. 그는 1320년에 술탄에 올라 새로이 투글루크 왕조를 열었다. 투르크인의 해방노예를 아버지로 하고 인도인을 어머니로 한 새 국왕(재위 1320∼1325)은 스스로의 출생에서 투르크인 귀족의 인도화와 토착 힌두교도의 이슬람화라는 양면을 보여주고 있다. 그는 제국의 국경을 벵골과 안드라 두 지방, 반도 남단부의 마두라 지방에까지 넓히는 데 성공했다. 그리고 다시 델리의 지상권(至上權)을 인정하는 수많은 힌두계 소왕국을 통합해서 강력한 통일국가를 건설하려 했다.
알라웃딘의 친아들 무하마드 이븐 투글루크(재위 1325∼1351)는 술탄국 영토의 확대와 통치의 강화를 위해서 일련의 과감한 정책을 실시했다. 즉, 그는 국고의 안전확보를 목표로 재정개혁을 실시하여 엄격한 지조(地租)징수제도의 실시와 신용화폐의 도입에 의한 화폐개혁 등을 단행했다. 그러나 이러한 강경한 정책은 결국 처참한 실패로 그치고 말았다. 1334년에서 1344년에 걸쳐 마두라, 벵골 등의 힌두 왕국이 다투어 독립을 선언하고, 그 직후에는 데칸지방과 구자라트 지방에서 이슬람 장교들 자신이 반기를 들었다. 투글루크 왕조는 구자라트의 반란진압에는 성공했으나 데칸지방의 경우는 그 제압에 실패하여, 그 지방에서는 이슬람계의 바흐마니 왕조가 성립하게 되었다.
결국 무하마드 이븐 투글루크는 신드 지방의 반란군 제압을 위한 원정 중 1351년에 암살되어, 투글루크 왕조는 새로 얻은 영토를 하나하나 잃어 갔다. 이리하여 그 후계자 피로스샤 투글루크(재위 1351∼1388)가 통치하는 땅은 북인도만이 남게 되고 말았다. 그러나 이 무렵에 겨우 델리를 중심으로 한 북인도에 이슬람 문화가 깊이 정착됨으로써 주변 나라에 비하여 비교적 안정된 통치가 전개되어 갔다. 그러나 피로스샤가 죽은 후 국력이 쇠퇴하고 1398년 말부터 다음해 초에 걸쳐서 티무르가 이끄는 군대가 결국 1414년에 델리를 습격하여 사이이드 왕조를 창건한 티무르 부장 히즈르칸에게 점령당해 멸망하였다.